# Gareth Stedman Jones
Gareth Stedman Jones (geboren 17. Dezember 1942) ist ein britischer Historiker.

## Leben
Gareth Stedman Jones besuchte die St Paul’s School in London und studierte Geschichte am Lincoln College in Oxford. Er wurde am Nuffield College in Oxford promoviert. Er wurde Fellow am King’s College Cambridge und wurde dort 1979 Lecturer und 1997 Professor für Politische Wissenschaften. Seit 2010 ist er Professor für Ideengeschichte am Queen Mary University of London.
Stedman Jones war von 1964 bis 1981 Mitherausgeber der Zeitschrift New Left Review. Er gehörte 1976 zu den Gründern des History Workshop Journal.
Stedman Jones gab englische Neuübersetzungen der Theorie der vier Bewegungen von Charles Fourier und des Kommunistischen Manifests heraus. Mit Gregory Claeys war er 2011 Herausgeber des Bandes zum 19. Jahrhundert der Cambridge History of Political Thought.
Er ist Fellow der British Academy und Mitglied der Royal Historical Society.

## Schriften (Auswahl)
- Outcast London: a study in the relationship between classes in Victorian society. Clarendon, Oxford 1971
- (Hrsg.): Western Marxism : a critical reader. NLB, London 1977
- mit Raphael Samuel (Hrsg.): Culture, ideology, and politics. Essays for Eric Hobsbawm. Routledge & Paul Kegan, London 1982
- Languages of Class. Studies in English Working Class History 1832–1982. Cambridge University Press, Cambridge 1983
  - Peter Schöttler (Hrsg.): Klassen, Politik, Sprache. Für eine theorieorientierte Sozialgeschichte. Übers. Barbara Hahn. Westfälisches Dampfboot, Münster 1988
- Karl Marx and Friedrich Engels, The Communist Manifesto. Harmondsworth, 2002 (Mit Einführungstext)
  - Das kommunistische Manifest von Karl Marx und Friedrich Engels. Die Übersetzung des Einführungstextes stammt von Catherine Davies. C. H. Beck, München 2012 ISBN 978-3-406-63883-1 (auch als E-Book)
- An End to Poverty? A Historical Debate. Profile, London 2004
- Gabrielle M. Spiegel (Hrsg.): Practicing history. New directions in historical writing after the linguistic turn. Routledge, New York 2005 ISBN 0-415-34107-8 S. 62–75
- mit Ira Katznelson (Hrsg.): Religion and the Political Imagination. Cambridge University Press, Cambridge 2010 ISBN 0-521-14734-4; darin von St.-Jones: Religion and the origins of socialism, S. 171–190
- Karl Marx. Greatness and Illusion. Allan Lane, London 2016 ISBN 0-7139-9904-7
  - Rezension von Rainer Hank: Karl Marx. Ein echter Romantiker. In Frankfurter Allgemeine Sonntagszeitung, 11. September 2016 Online
  - Karl Marx: Die Biographie, S. Fischer, Frankfurt am Main 2017, ISBN 978-3-10-036610-8.